# Les Enfants du Mondial
Les Enfants du Mondial (サッカーフィーバー, Soccer Fever) est une série télévisée d'animation italo-japonaise produite par la TMS et la RAI en 1993.
La série a été diffusée sur la chaine japonaise NHK du 4 avril 1994 au 5 avril 1995, puis en Italie sur Rai 1 à partir de juin 1994.
En France, la série a été proposée sur Canal+ dans l'émission Canaille Peluche du  21 avril 1994 au 1er juillet 1994, puis sur France 2 en juillet et août 1994.

## Synopsis
À la veille de l'ouverture de la Coupe du Monde de football 1994, le journaliste Brian Thompson raconte les temps forts du football à ses petits-enfants et ses proches : de la première coupe de 1930 en Uruguay jusqu'à celle de 1990 en Italie tout en s'imprégnant de la vie des protagonistes et des joueurs,.

## Distribution

### Voix originales
- Masaki Aizawa : Brian Thompson
- Masaaki Tsukada : Brian Thompson (jeune)
- Yūko Kobayashi : Alice Felton
- Takehiro Koyama / Keiji Fujiwara 	: Jim Ackerman
- Ayako Taneda 	: Timmy Felton
- Rie Iwatsubo 	: Floppy
- Shinpachi Tsuji : Arnold Baker

### Voix françaises
- Michel Creton : Brian Thompson
- Valérie Siclay : Alice Felton
- Alexis Tomassian / Brigitte Lecordier : Timmy Felton
- Jacques Ferrière : Jim Ackerman, Mortimer, voix additionnelles
- Francette Vernillat : Floppy, voix additionnelles
- Danièle Douet : Kim Felton
- Jean-François Kopf : Jack Felton, voix additionnelles
- Gérard Surugue : Mario, voix additionnelles
- Maurice Sarfati : Arnorld Baker, Arnorld Baker Jr
- Jean Barney : Voix additionnelles
- Gérard Hernandez : Arnorld Baker, Arnorld Baker Jr. (épisode 10)

## Épisodes
1. La grande aventure de la coupe du monde
2. Coup d'envoi
3. Coup de tête à l'arbitre
4. Une défense en béton
5. Des yankies dans l'arène
6. Un match à rejouer
7. Complots sur le terrain vert
8. Le défi
9. La gazelle noire
10. La belle du stade
11. Chaussures à crampons et talons aiguilles
12. Rapt dans les vestiaires
13. Un match truqué
14. Derniers jours de paix
15. Les enfants du foot à la guerre
16. Le secret de Brian
17. Espoirs déçus
18. Graine de champion
19. Supporters en colère
20. Le journaliste marqué
21. La magie hongroise
22. Victoire surprise
23. La diplomatie entre en jeu
24. Le ballon qui venait du froid
25. Jouer pour gagner
26. Une étoile est née
27. Stars à la une
28. Destin tragique
29. La minute finale
30. Un nouveau champion
31. Le virus du football
32. Le Brésil, encore et toujours
33. Un rêve exaucé
34. Coup double
35. Le roi Pelé
36. La panthère des buts
37. Le mystère de Wembley
38. Les aztèques sur le terrain
39. Un match historique
40. Carton rouge pour le savant fou
41. Le but de la dernière chance
42. Est contre Ouest
43. Finale surprise
44. Mariage en vert
45. Pour une poignée d'autographes
46. Le rêve argentin
47. Une coupe au musée
48. Un ballon pour deux stars
49. L'homme aux pieds d'or
50. Une tragédie napolitaine
51. Le match retour
52. Et l'aventure continue

## Commentaires
Cette co-production italo-japonaise créée par Marco Pagot, déjà à l'origine des titres Reporter Blues, Sherlock Holmes, Le Voyage fantastique de Ty et Uan, Grisù le petit dragon ou Caliméro a connu un succès limité lors de sa diffusion en 1994[Où ?],[réf. nécessaire]. Certaines musique de fond proviennent de la série Calimero et ses amis.